# Wacky Worlds Creativity Studio
Wacky Worlds Creativity Studio ist ein Lern-Computerspiel, das von HeadGames, Inc. entwickelt und von Sega ausschließlich in Nordamerika am 24. März 1994 für das Sega Mega Drive veröffentlicht wurde. Am 15. September 1994 folgte ein Port für den PC, der von The Learning Company vertrieben wurde. Es ist der Nachfolger des 1991 veröffentlichten Art Alive! für das Sega Mega Drive.

## Gameplay
Das Spiel lässt sich mit dem normalen Sega-Mega-Drive-Controller oder mit der Mega Mouse, ähnlich wie Mario Paint für das Super Nintendo Entertainment System, steuern. Der Spieler verfügt über sechs verschiedene „Wacky Worlds“ wie das Innere eines Hauses, einen Dschungel, eine Unterwasserwelt oder den Mond. Dabei platziert man sogenannte „Sticker“, um ein zweidimensionales Diorama zu erschaffen und seine Kreativität auszuleben.
War Sonic the Hedgehog im Vorgänger Art Alive! lediglich noch ein Sticker, so sitzt er diesmal zusätzlich in einer fliegenden Untertasse und platziert die Sticker. Man verfügt dabei über das Selection Tool, Interact Tool, Coloring Tool und Remove Tool, um die Welten weiter anzupassen. Neben Sonic taucht auch Tails in diesem Spiel auf, ebenso wie die Sega-Charaktere Ecco the Dolphin und ToeJam & Earl.

## Rezeption
Wacky Worlds Creativity Studio erhielt vorwiegend niedrige Wertungen. Die Fachpresse bekam den Eindruck, man wolle möglicherweise nur eine schnelle Antwort auf Nintendos Mario Paint liefern und benutzte Sonic auf dem Titelcover und als Spielfigur vorwiegend zu Verkaufszwecken.